# Cavillator longipes
Cavillator longipes là một loài nhện trong họ Salticidae.
Loài này thuộc chi Cavillator. Cavillator longipes được Wanda Wesołowska miêu tả năm 2000.